# جوي كريج
جوي كريج (بالإنجليزية: Joe Craig)‏ مواليد 14 مايو 1954 في اسكتلندا، هو لاعب كرة قدم إسكتلندي دولي سابق كان يلعب كمهاجم.

## المسيرة الاحترافية

### أندية لعب لها
- نادي سلتيك
- بلاكبيرن روفرز
- هاميلتون أكاديميكال

## روابط خارجية
- جوي كريج على موقع الاتحاد الإسكتلندي (الإنجليزية)
- جوي كريج على موقع قاعدة بيانات كرة القدم.إي يو (الإنجليزية)